# Jaroslav Kubera
Jaroslav Kubera (16. února 1947 Louny – 20. ledna 2020 Ústí nad Labem) byl český pravicový politik, od listopadu 2018 do úmrtí v lednu 2020 předseda Senátu Parlamentu České republiky. V horní komoře tak navázal na předchozí působení ve funkcích místopředsedy Senátu a předsedy Ústavně-právního výboru. Senátorem za obvod č. 32 – Teplice byl poprvé zvolen v roce 2000. Mezi lety 1994 až 2018 stál v čele města Teplice, nejprve jako starosta, od roku 2001 jako primátor.
V období pražského jara byl členem KSČ. Po sametové revoluci se stal členem Občanského hnutí, z něhož v roce 1992 přestoupil do Občanské demokratické strany.
Jako politik vystupoval velmi aktivně. Mediální pozornost získával žertovnými a často kontroverzními výroky, pro něž býval řazen mezi nejzajímavější členy parlamentu. Patřil k náruživým kuřákům. Roku 2017 ztvárnil roli Edvarda Beneše ve filmu Toman.

## Politická kariéra
Roku 1967 vstoupil do KSČ, po okupaci Československa vojsky Varšavské smlouvy z této strany pro nesouhlas vystoupil.
Od roku 1991 byl členem Občanského hnutí, o rok později vstoupil do ODS.
V roce 1994 byl zvolen za ODS starostou Teplic. V místních volbách následně vítězil opakovaně, v čele Teplic stál až do roku 2018. Od roku 2001 byl díky změně statusu Teplic primátorem.
V roce 2000 porazil kandidáta ČSSD a stal se senátorem za Občanskou demokratickou stranu. V letech 2012-2016 byl předsedou senátorského klubu ODS, od roku 2016 místopředsedou Senátu.
Po volbách do poslanecké sněmovny v roce 2013 vyzval ODS, aby navázala bližší spolupráci s mimoparlamentní Stranou svobodných občanů. Podle Kubery „program Svobodných je v podstatě program ODS s malými úpravami“. Předseda Svobodných Petr Mach spolupráci odmítl a naopak vyzval nespokojené členy ODS, aby přešli ke Svobodným.
V komunálních volbách v roce 2014 obhájil post zastupitele Teplic, když vedl kandidátku ODS. Strana volby ve městě vyhrála (26,74 % hlasů, 8 mandátů), uzavřela koalici s ČSSD a TOP 09 a v listopadu 2014 se Jaroslav Kubera stal pošesté primátorem statutárního města Teplice.
V krajských volbách v roce 2016 byl za ODS zvolen zastupitelem Ústeckého kraje. Na kandidátce původně figuroval na 55. místě, ale vlivem preferenčních hlasů skončil druhý. Po volbách do Senátu PČR v roce 2016 se stal místopředsedou Senátu PČR, když dne 16. listopadu 2016 obdržel 59 hlasů od 78 přítomných senátorů. Zároveň se vzdal postu předsedy Senátorského klubu ODS, v této funkci jej nahradil Miloš Vystrčil.
V červenci 2017 oznámil, že v Senátu získal potřebný počet podpisů pro prezidentskou kandidaturu, nakonec ji ale nepodal. Ve volbách do Senátu PČR v roce 2018 obhajoval za ODS mandát senátora v obvodu č. 32 – Teplice. Se ziskem 41,81 % hlasů vyhrál první kolo voleb a ve druhém kole se utkal s nestraníkem za hnutí Senátor 21 Zdeňkem Bergmanem. Toho porazil poměrem hlasů 55,60 % : 44,39 % a zůstal tak senátorem.
V komunálních volbách v roce 2018 byl lídrem kandidátky ODS do Zastupitelstva města Teplice, mandát zastupitele obhájil. Vítězná ODS vytvořila koalici se třetím hnutí ANO 2011, novým primátorem byl zvolen Hynek Hanza z ODS. Kubera se rozhodl věnoval plně práci v Senátu PČR, primátorem města byl 24 let.
Dne 14. listopadu 2018 byl zvolen předsedou Senátu PČR a vystřídal tak ve funkci Milana Štěcha. Uspěl ve druhém kole první volby, v němž porazil poměrem hlasů 46 : 24 Václava Hampla (nestraník za KDU-ČSL a Zelené). V prvním kole byl jejich soupeřem ještě Jan Horník (STAN). Jeho volba nebyla všemi vítaná, např. režisérka Apolena Rychlíková po zvolení psala o „další ostudné personě ve vysoké funkci“ a to nejen pro Kuberovo sexistické chování.

### Politické výroky a činy

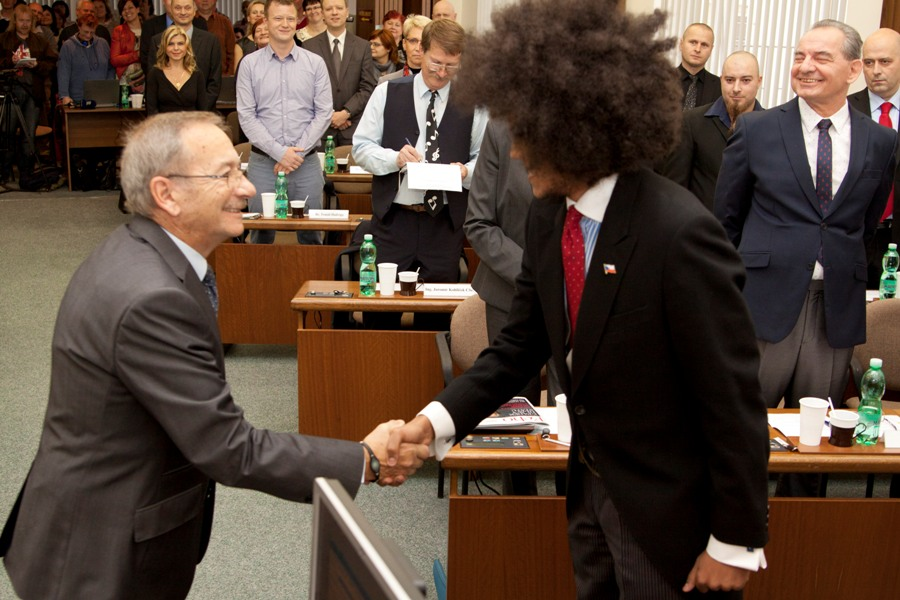
Jaroslav Kubera jako primátor Teplic s tehdejším radním Dominikem Ferim (TOP09)

Měl specifický způsob žertování, který spočíval i v tom, že u mnoha jeho návrhů nebylo každému hned zřejmé, zda byly míněny vážně anebo v žertovné nadsázce. Navrhl poslancům uzákonit měsíční příjem 270 tisíc Kč (se současným zrušením nezdaněných náhrad), bojoval za ochranu práv kuřáků. Koncem července 2005 se objevil v týdenní desítce nejcitovanějších českých politiků, zejména když komentoval zamítnutí novely protikuřáckého zákona Senátem. Mezi nejcitovanějšími politiky se objevil i na přelomu března a dubna 2006, kdy se vyjadřoval k senátnímu zamítnutí zákoníku práce a k záměru Senátu zrušit chystaný zákaz předjíždění pro všechny kamiony.
V ODS patřil k výrazným kritikům Lisabonské smlouvy a k euroskeptikům. Evropskou unii přirovnal k SSSR a kritizoval socialistické sklony EU („Jako by vykradli archivy z ÚV KSČ, to není jinak možné, kde by se ty myšlenky stále braly?“).

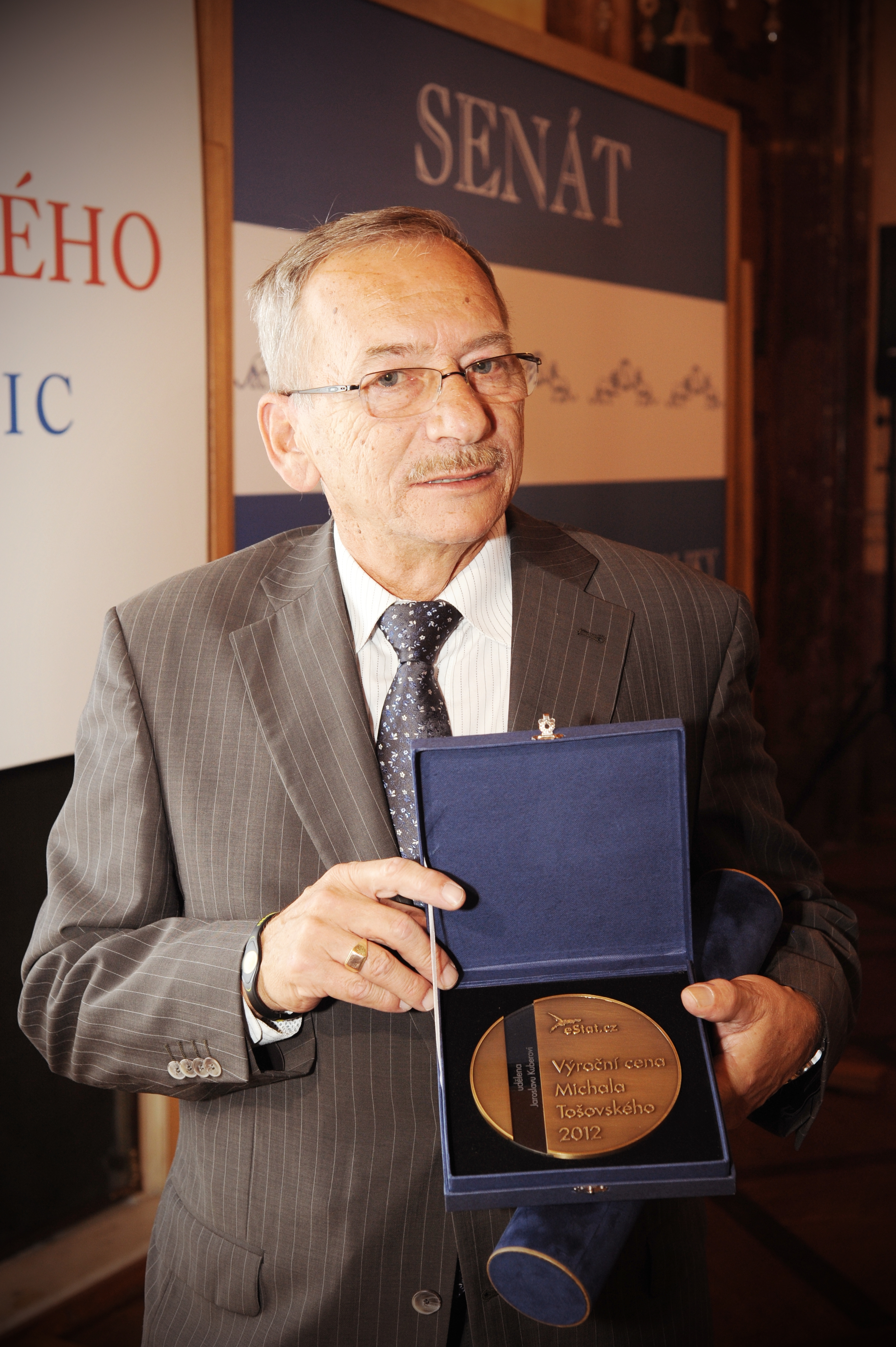
Jaroslav Kubera v roce 2012, po převzetí Antibyrokratické ceny Michala Tošovského

V roce 2006 podpořil vznikající motoristickou iniciativu ChceteZmenu.cz, která požadovala snížení postihů za různé dopravní přestupky, výstavbu rychlostní silnice R35 (od roku 2016 značené dálnice D35) a zvýšení maximální rychlosti na dálnicích na 140–160 km/h. V témže roce dostal od sdružení Děti Země negativní ocenění Zelená perla za větu vyřčenou v souvislosti s peticí proti jihomoravské dálnici D43, kterou podepsalo kolem 35 tisíc lidí: „Navrhuji, abychom se peticemi příliš nezabývali, protože je stejně nevyřešíme, vzali je na vědomí a spíš nutili, aby nám je petičníci neposílali.“ Byl hlavním iniciátorem novely zákona o pozemních komunikacích, která ruší odpovědnost majitelů přilehlých nemovitostí za škody způsobené závadami ve schůdnosti chodníku a de facto tak ruší jejich tradiční povinnost zajistit zimní údržbu chodníku. V otázce takzvaného „šrotovného“, tedy státní podpory nákupu nových vozidel v rámci řešení světové ekonomické krize, zastával Kubera názor, že šrotovné by majitelům starých vozidel neměl platit stát, ale automobilky, které mají problémy s odbytem.

V roce 2006 zveřejnily Literární noviny diskusi Jaroslava Kubery s Josefem Vaculíkem o rozpočtovém určení daní. Zatímco Vaculík prosazoval změnu rozdělovacích koeficientů státních dotací ve prospěch menších obcí, Kubera se stavěl za hledání možností, jak zvýšit přímé příjmy obcí, například tím, že by daň z nemovitosti a různé místní poplatky byly nahrazeny daní z bydlení, a nepřenášet na obce stále další povinnosti státu, když stát takto vzniklé náklady obcím dostatečně nehradí. Zároveň zmínil, že v České republice jsou obce příliš malé: „V Evropské unii neexistuje jiná země kromě Francie, která má takové množství obcí, jako Česká republika.“ Na konci roku 2008 z pozice primátora v médiích kritizoval byrokracii, usiloval o znovuzavedení okresů a zrušení krajů, varoval před nedostatkem strážníků a zdůvodňoval, proč Teplice neuspořádaly novoroční ohňostroj.

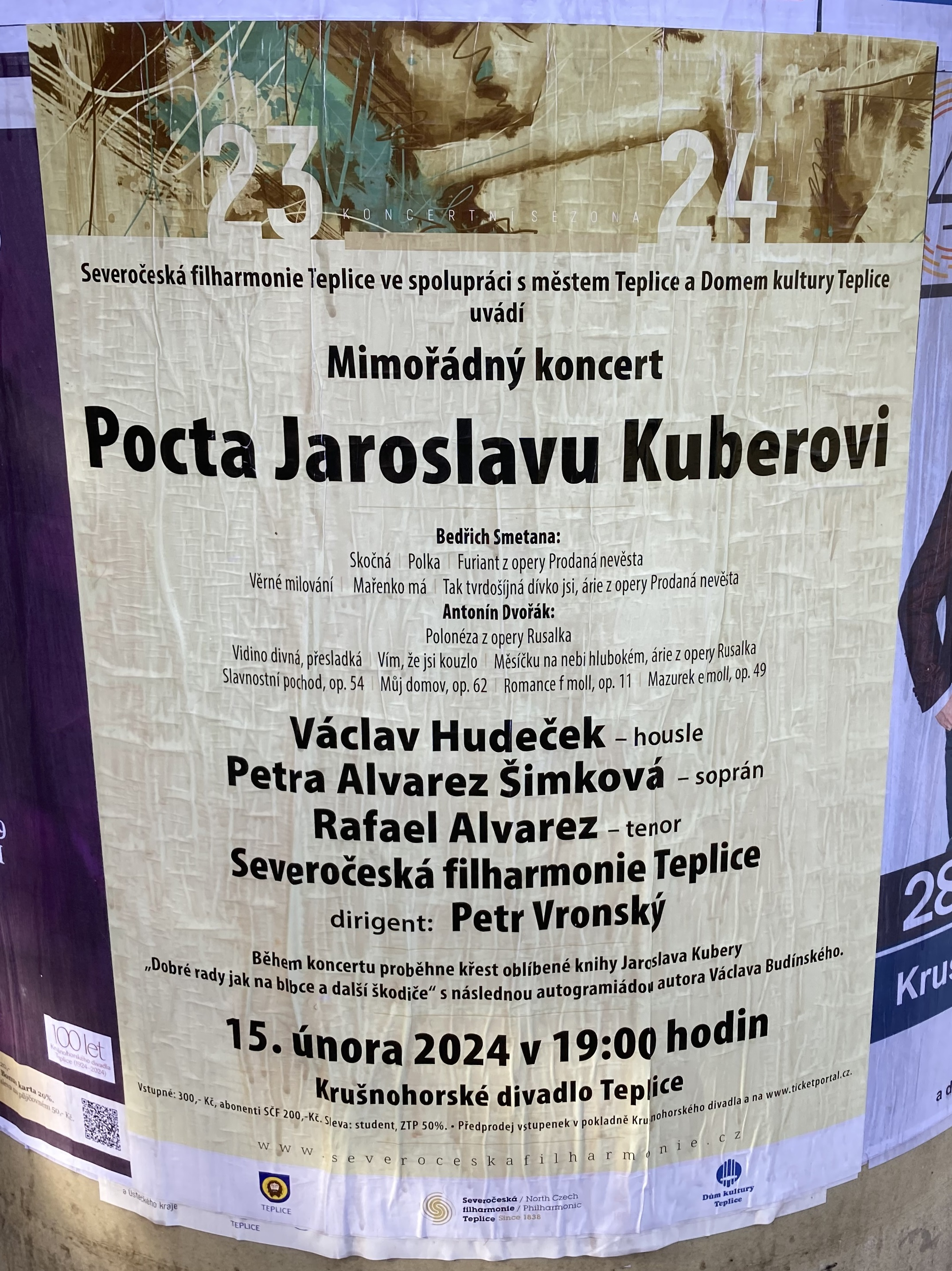
Mimořádký koncert "Pocta Jaroslavu Kuberovi" (plakát ofocen v únoru roku 2024)

V analýze přístupu k feminismu v českých médiích za období od dubna 2004 do dubna 2005 se ocitl mezi 8 jmenovanými osobnostmi vystupujícími proti feminismu, výslovně byl zmíněn Kuberův výraz „neukojené feministky“ citovaný v článku Václava Dolejšího v MF Dnes 1. prosince 2004. V diskusi o registrovaném partnerství se zasazoval o rovnost bez ohledu na pohlaví a sexuální orientaci, tedy o to, aby registrovat bylo možno i vztah druh–družka.[nedostupný zdroj] V Nedělní partii na TV Prima 18. května 2008 se vyjadřoval proti návrhům ministryně Džamily Stehlíkové, která mimo jiné prosazovala, aby zákon zakázal tělesné tresty dětí v rodinách, a tlak EU na aplikaci zákonů prostřednictvím pokut označil za děsivý.[nedostupný zdroj] V polovině července 2007 se vyjadřoval k výrokům senátorky Liany Janáčkové o Romech, k boji proti diskriminaci, vyjadřoval se proti trestnosti přechovávání dětské pornografie a z pozice primátora komentoval síť poboček Czech Point a příspěvek města na lékařský přístroj. V senátní diskusi 18. července 2007 Kubera mimo jiné řekl: „Nebyli jsme vedeni vůbec tím, že bychom nechtěli trestat, a vůbec nás nezaujalo, kolika hlasy to bylo ve sněmovně schváleno, protože tyto zákony většinou bývají schváleny vysokým počtem hlasů, protože i poslanci mají své dny a bojí se toho, že ten kdo hlasuje proti, bude v některých bulvárních médiích označen za pedofila, což je u nás dobrým zvykem, aniž by to někdo relevantně zkoumal.“

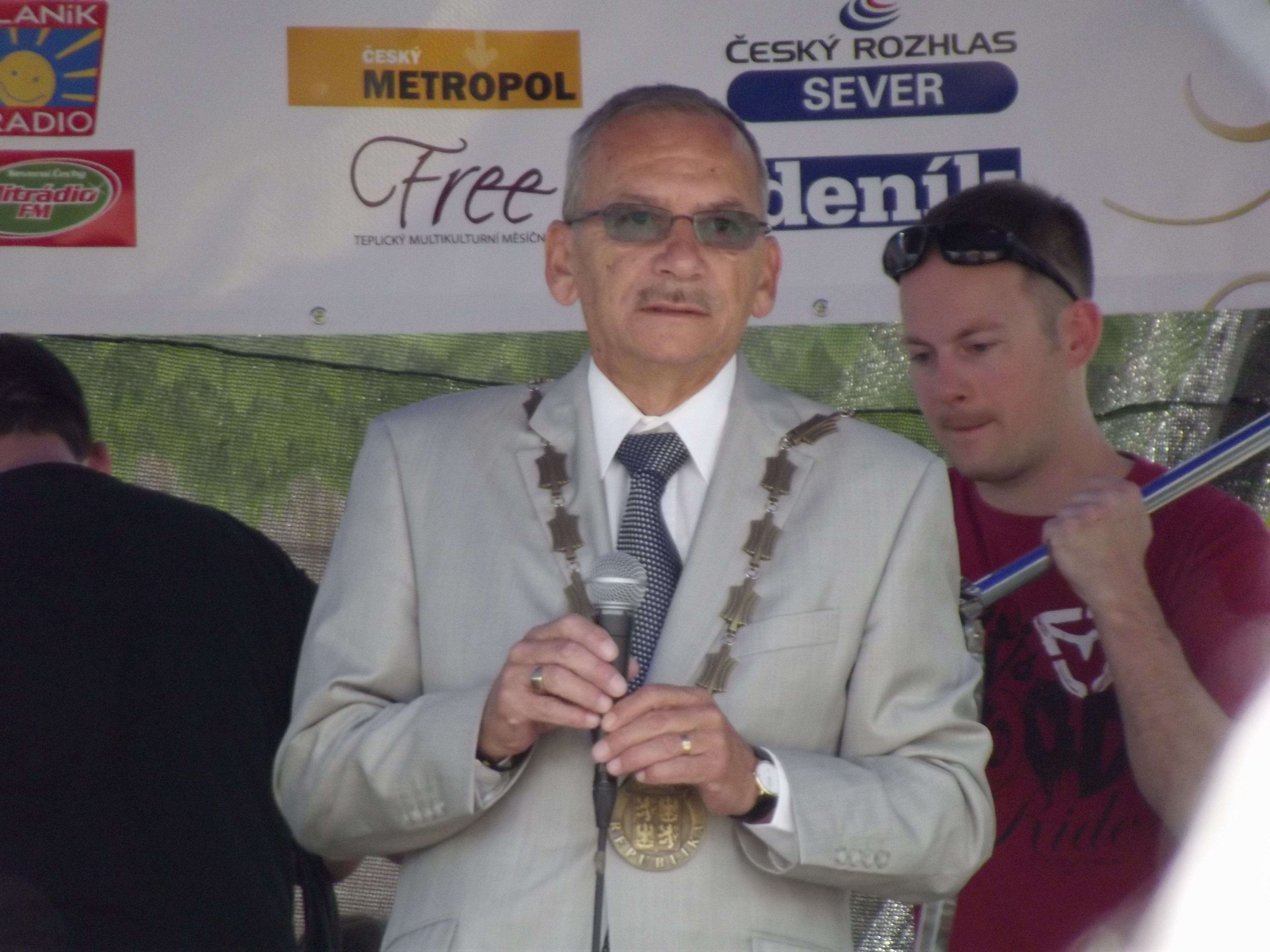
Kubera na zahajovací ceremonii 858. lázeňské sezóny v Teplicích

I přes výhrady podpořil návrh nového trestního zákoníku, na němž uvítal zejména zavedení alternativních trestů typu domácího vězení a sledovacích elektronických náramků.

### Přehled funkcí
- 1994–2001 starosta města Teplice
- 2001–2018 – primátor statutárního města Teplice
- 19. listopadu 2000 – 20. ledna 2020 senátor v PČR za volební obvod Teplice[40]
- 8. října 2016 – 20. ledna 2020 zastupitel Ústeckého kraje[41]
- 16. listopadu 2016 – 20. října 2018 místopředseda Senátu PČR
- 14. listopadu 2018 – 20. ledna 2020 předseda Senátu PČR

## Osobní život
Podle životopisu, který zveřejnil na svých internetových stránkách, odmaturoval a následně studoval matematiku na Masarykově univerzitě v Brně a zahraniční obchod na Vysoké škole ekonomické v Praze, avšak vysokoškolské studium nedokončil. V letech 1967–1969 pracoval v podniku Sklo Union Teplice, v letech 1969–1990 v podniku Elektrosvit Teplice, v letech 1990–1994 jako tajemník Městského úřadu v Teplicích, od roku 1994 byl profesionálním politikem. Kubera byl silný kuřák. Restrikce uplatňované na kuřáky dlouhodobě kritizoval. Zákaz kouření označil za „nikoterorismus“.
Se svou chotí Věrou Kuberovou se znal už od dětství, jejich rodiče se přátelili. Vzali se 13. září 1968 v Teplicích, pár dnů po začátku okupace Československa.

#### Smrt
Poté, co Jaroslav Kubera avizoval, že se chystá navštívit Tchaj-wan, byl několik dní před smrtí vystaven obrovskému tlaku ze strany Číny a Pražského hradu. Během lednové schůzky na Hradě mu prezident Zeman předal výhružný dopis z Číny, ke kterému se Pražský hrad připojil. Týden před smrtí byl na obědě s prezidentem Zemanem a po návratu z Hradu doma zvracel. Poté se mezi čtyřma očima setkal s čínským velvyslancem a tři dny nato zemřel.
Zemřel náhle dne 20. ledna 2020. V kanceláři ho postihla nevolnost, asistentka zavolala záchranáře, následně byl převezen do nemocnice v Teplicích a poté přemístěn do kardiocentra Masarykovy nemocnice v Ústí nad Labem, kde zemřel na těžký infarkt myokardu. Jeho manželka však pro Seznam Zprávy v rozhovoru publikovaném 28. dubna nejprve uvedla, že dodnes nemají příčinu úmrtí potvrzenou (že jde o infarkt, se jen domnívají), neboť jim primářka odmítá jakékoli dokumenty vydat, a že to nejspíš ani nikdy potvrzené nebude. Později však již byly pozůstalým tyto dokumenty vydány. Kuberova dcera Vendula Vinšová v pořadu 168 hodin uvedla, že čínský nátlak v posledním týdnu stál Kuberu život.
Dne 3. února 2020 proběhlo veřejné smuteční rozloučení s Jaroslavem Kuberou v Krušnohorském divadle v Teplicích, kde byla vystavena rakev s jeho ostatky zahalená českou státní vlajkou a s čestnou vojenskou stráží. Téhož dne odpoledne proběhlo v pražském Rudolfinu uzavřené pietní shromáždění k uctění Kuberovy památky. Smuteční projevy přednesli bývalí senátoři Tomáš Töpfer a Přemysl Sobotka. Celou pietu hudebně doprovázela Severočeská filharmonie Teplice pod vedením dirigenta Charlese Olivieri-Munroa. Samotný pohřeb Jaroslava Kubery se uskutečnil pouze v úzkém kruhu rodinném.
V květnu 2020 dostala rodina Jaroslava Kubery pitevní protokol. Informace v protokole zveřejnila jeho dcera Vendula Vinšová. Pitva byla provedena 21. ledna. Jako příčina smrti byl uveden infarkt myokardu. V protokolu se uvádí, že byl preventivně zajištěn materiál na toxikologické vyšetření, k němuž vzhledem k jednoznačnému pitevnímu nálezu není indikace ani dodatečně požadavek na analýzu nebyl vznesen.

#### Pamětní deska v Lounech
V Lounech, rodišti Jaroslava Kubery, byla odhalena pamětní deska, kterou nechala zhotovit radnice města. Deska byla umístěna na rodný dům Jaroslava Kubery. Při odhalení desky byla přítomna Kuberova manželka Věra Kuberová. Při příležitosti předali manželce certifikát o čestném občanství Louny. V budově teplické radnice byl také umístěn reliéf s motivem kouře a Kuberovým mottem: „Nepodnikat a nepřekážet.“ 

## Pamětní lavička

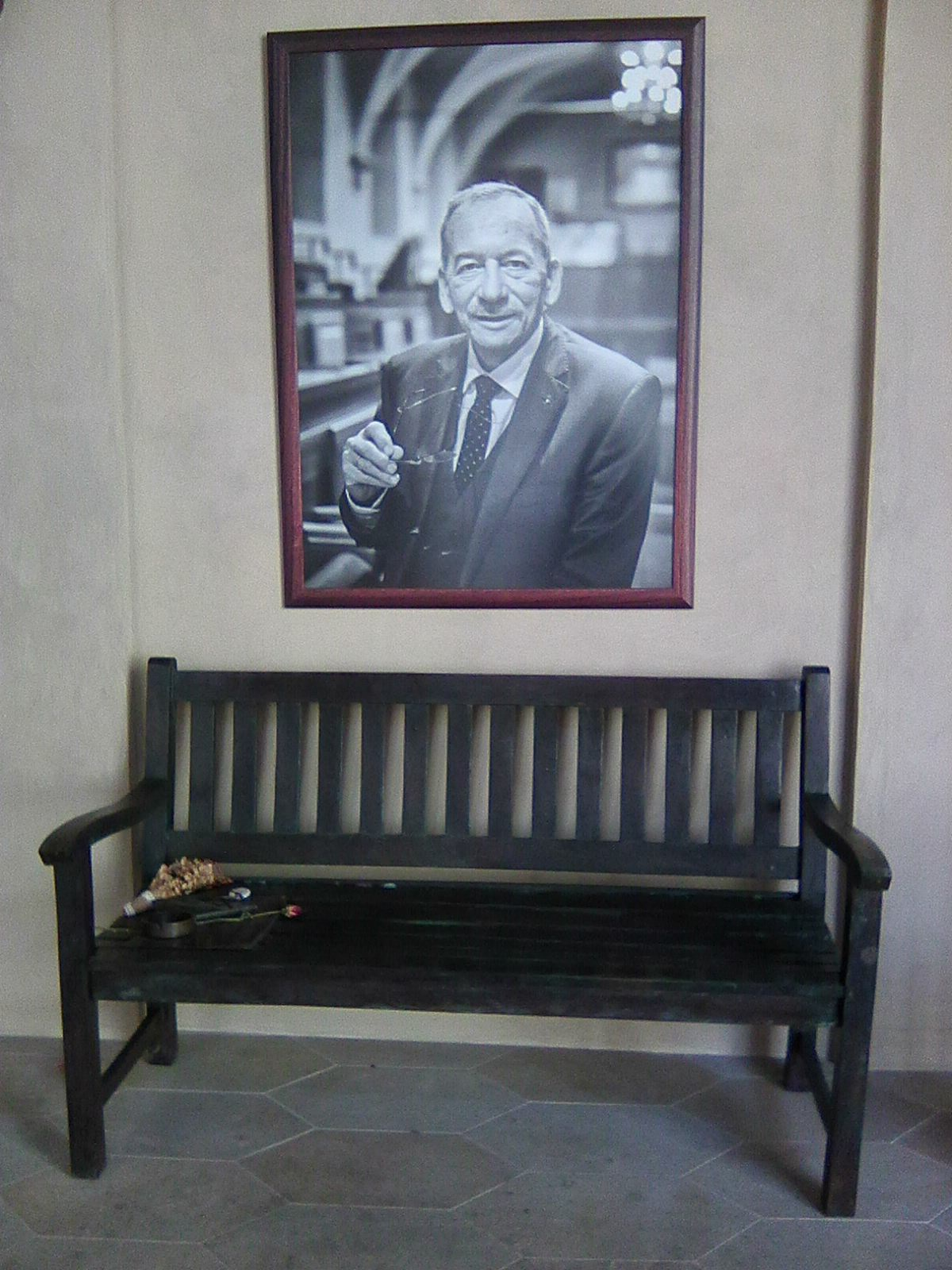

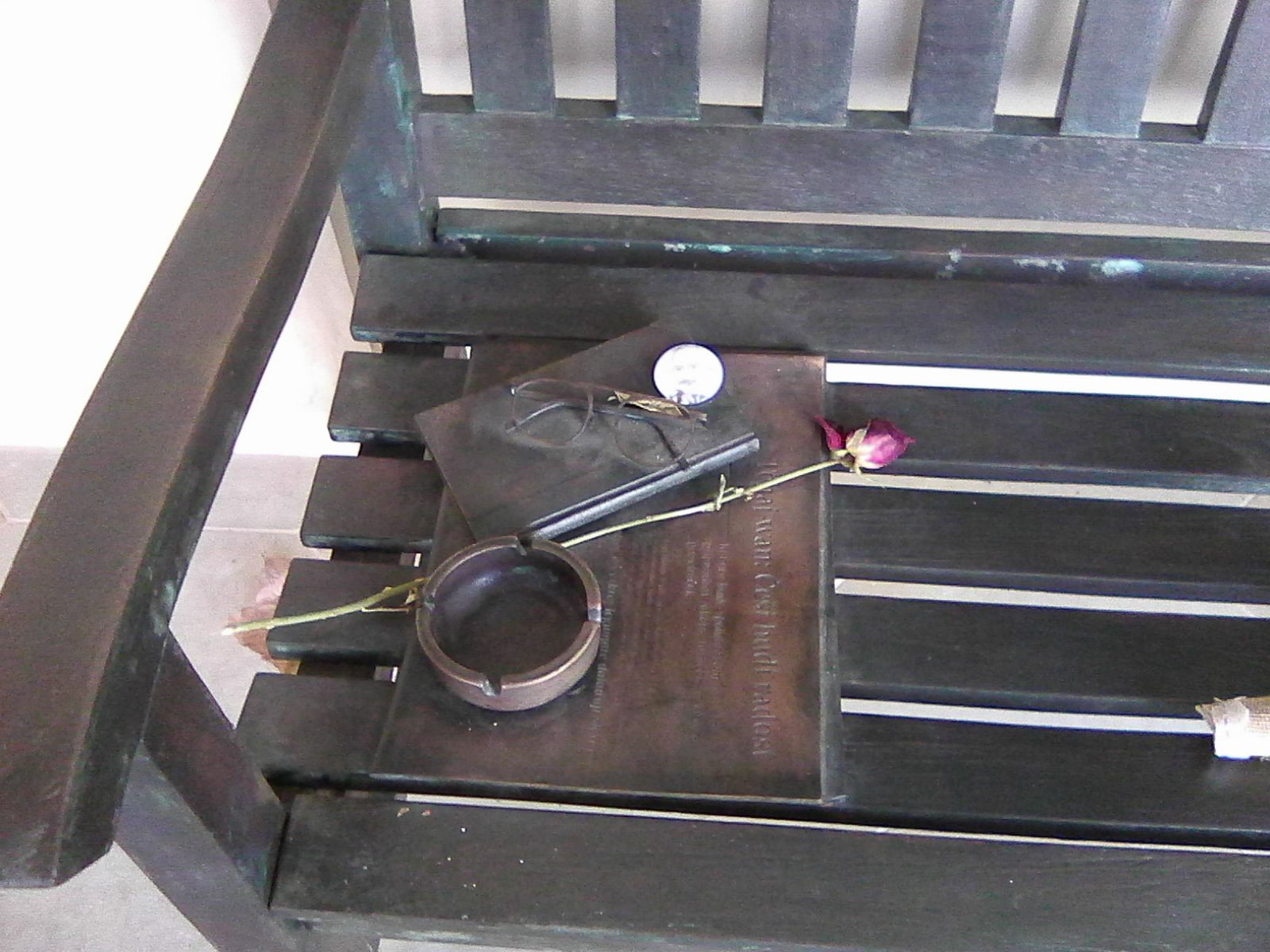

Na památku Jaroslava Kubery byla v říjnu 2020 na vnitřním nádvoří Valdštejnského paláce (sídlo Senátu PČR) instalována lavička s malou pamětní deskou a popelníkem. Toto místo, kam si chodil senátor se svými kolegy zakouřit, je veřejnosti přístupné.

## Vyznamenání
- Řád příznivých oblaků I. třídy in memoriam – Tchaj-wan, 3. září 2020 – udělila prezidentka Cchaj Jing-wen, za Kuberovu dlouhodobou podporu Tchaj-wanu[54][55]
- Stříbrná medaile předsedy Senátu in memoriam, 25. září 2020[56]

Po Kuberově úmrtí v roce 2020 oznámil prezident Miloš Zeman záměr udělit mu in memoriam Řád Bílého lva. Vdova po Jaroslavu Kuberovi Věra Kuberová však odmítla vyznamenání z rukou Miloše Zemana převzít. Jako důvod uvedla prezidentovu kontroverzní roli při nátlaku na Jaroslava Kuberu kvůli cestě na Tchaj-wan.

## Herecká role
Režisér Ondřej Trojan obsadil v roce 2017 Kuberu do malé role prezidenta Edvarda Beneše ve filmu Toman, popisujícím osudy Zdeňka Tomana, vedoucího odboru zahraniční rozvědky v letech 1945 až 1948. Jednalo se o jeho jedinou filmovou hereckou zkušenost. Vyzkoušel si i několik divadelních rolí, např. v teplickém Krušnohorském divadle hrál principála v Prodané nevěstě.